# Marie Adélaide Lenormand
Marie Anne Adélaide Lenormand, più nota con il nome abbreviato Mlle Lenormand (Alençon, 27 maggio 1768 – Parigi, 25 giugno 1843), è stata una scrittrice ed esoterista francese, famosa cartomante. Al suo nome si lega un mazzo di carte divinatorie inventato nella metà dell'Ottocento, replicato in centinaia di varianti e diffuso, ancor oggi, in tutto il mondo.

## Biografia
Sulla vita di Mlle Lenormand, e soprattutto sulle sue predizioni, si raccontano episodi mirabolanti. Ma l'immagine di “Sibilla dei salotti” si scontra con la realtà storica. La biografia di Mlle Lenormand segue due strade. La prima consiste nei diari della donna, che sono un evidente tentativo di accreditare le sue doti di veggente. La seconda consiste nelle ricerche svolte dagli storici a partire dall'epoca stessa in cui visse Mlle Lenormand.
La “Sibilla” scriveva di essere nata il 27 maggio 1772, ma chi è andato a verificare i documenti originali conservati ad Alençon ha trovato una data diversa: il 16 settembre 1768. Diceva che da bambina era stata ospite nel convento reale di Alençon, ma in realtà frequentò una semplice scuola tenuta da suore benedettine.
Mlle Lenormand raccontò pure che nel 1790 si trovava a Parigi e frequentava l'aristocratico salotto di Mme de La Saussotte. In realtà andò nella capitale solo nel 1793 e per qualche tempo lavorò in una lavanderia finché conobbe un'indovina, Mme Gilbert, che le insegnò i rudimenti della divinazione tramite i tarocchi di Etteilla. Quest'attività illecita la fece condurre davanti a un giudice, che decretò un breve periodo di carcere. Riguardo alla sua detenzione, Mlle Lenormand raccontò, molti anni più tardi, che avvenne perché aveva predetto la morte del re Luigi XVI.
Nel 1793 aprì uno studio di cartomanzia a Parigi, in Rue de Tournon, alla cui entrata pose la targa “Mademoiselle Lenormand, libraire”. Presto i suoi responsi furono richiesti anche da illustri personaggi del nuovo regime. L'indovina scrisse di essere stata la confidente dell'imperatrice Giuseppina di Beauharnais e dello stesso imperatore, Napoleone Bonaparte, che però la fece incarcerare due volte per motivi politici. Un giornalista dell'epoca sosteneva però che tutte queste frequentazioni erano frutto della fantasia della Sibilla d'Alençon e che le presunte profezie erano sempre state scritte dopo che i fatti erano avvenuti, mai prima.
Mlle Lenormand morì a Parigi il 25 giugno del 1843, lasciando ai suoi eredi una cospicua fortuna. In quegli stessi anni numerosi fabbricanti di carte, in ogni parte dell'Europa, idearono svariati mazzi per la cartomanzia nel cui titolo compariva il nome della più celebre “sibilla moderna”: La Sybille des Salons, il Grand Jeu de Societé de M.lle Lenormand; i Petit Lenormand, sono ancor oggi, i mazzi per la divinazione più famosi e imitati al mondo, secondi per diffusione solo ai Tarocchi.

## Opere
- Les Souvenirs prophétiques d'une sibylle sur les causes secrètes de son arrestation, le 11 décembre 1809, Paris, 1814, 592 p.
- Anniversaire de la mort de l'impératrice Joséphine, Paris, chez l'auteur, 1815, 23 p.
- La Sibylle au tombeau de Louis XVI, Paris, 1816, chez l'auteur, 67 p.
- Les Oracles sibyllins ou la suite des souvenirs prophétiques, Paris, 1817, 528 p.
- La Sibylle au congrès d'Aix-la-Chapelle, 1819, 316 p.
- Mémoires historiques et secrets de l'impératrice Joséphine, Marie-Rose Tascher-de-la-Pagerie, première épouse de Napoléon Bonaparte, Paris, 1820, vol.1 vol. 2 556 p.
- Mémoire justificatif présenté par Mlle Le Normand, ... de présent ... à la maison d'arrêt de Bruxelles, à MM. les juges du tribunal de 1re instance de cette ville, Bruxelles, M. E. Rampelbergh, 1821, 20 p.
- Cri de l'honneur, 1821, 18 p.
- Souvenirs de la Belgique: cent jours d'infortunes où le procès mémorable, Paris, chez l'auteur, 1822, 416 p.
- L'Ange protecteur de la France au tombeau de Louis XVIII, Paris, 1824, 74 p., in-8°.
- L'Ombre immortelle de Catherine II au tombeau d'Alexandre Ier, Paris, Dondey-Dupré, 1826, 68 p.
- L'Ombre de Henri IV au palais d'Orléans, Paris, chez l'auteur, 1830, 107 p.
- Le Petit Homme rouge au château des Tuileries, Paris, Mlle. Le Normand, éditeur-libraire, 1831, 107 p.
- Manifeste des dieux sur les affaires de France. Apparition de S.A.R. la feue Mme la Duchesse douairière d'Orléans ... à son fils Louis-Philippe Ier ... Révélations, Paris, 1832, 60 p.
- Arrêt suprême des dieux de l'Olympe en faveur de Mme la duchesse de Berry et de son fils. L'Ombre du Prince de Bourbon Condé (Louis-Henri-Joseph), à son filleul le duc d'Aumale d'Orléans (Henri Eugène-Philippe-Louis). Révélations, Paris, 1833, 144 p.